# Olympische Sommerspiele 2000/Teilnehmer (Togo)
| Gelbes Symbol für Goldmedaillen mit stilisierten Olympischen Ringen | Graues Symbol für Silbermedaillen mit stilisierten Olympischen Ringen | Braundes Symbol für Bronzemedaillen mit stilisierten Olympischen Ringen |
| ------------------------------------------------------------------- | --------------------------------------------------------------------- | ----------------------------------------------------------------------- |
| —                                                                   | —                                                                     | —                                                                       |

Togo nahm an den Olympischen Sommerspielen 2000 in der australischen Metropole Sydney mit drei Athleten in zwei Sportarten teil.
Seit 1972 war es die sechste Teilnahme des afrikanischen Staates an Olympischen Sommerspielen.

## Flaggenträger
Der Judoka Kouami Sacha Denanyoh trug die Flagge Togos während der Eröffnungsfeier im Stadium Australia.

## Teilnehmer nach Sportart

### Judo
- Kouami Sacha Denanyoh
Männer, Leichtgewicht: in der zweiten Runde ausgeschieden

### Leichtathletik
- Téko Folligan
Männer, Weitsprung, mit 7,40 m in der Qualifikationsrunde ausgeschieden
- Direma Banasso
Frauen, 800 m: mit 2:13,67 min in der ersten Runde ausgeschieden